# 老湖口天主堂
老湖口天主堂位於臺灣新竹縣湖口鄉的湖口老街上，後方隔著樹林即為中山高速公路。其址原為舊湖口車站，興建於民國四十八年（1959年），於2006年8月8日公告為歷史建築。天主堂在1993年因教友人數減少而停止了宗教活動後，處於閒置狀態，直到2002年得到文建會補助後，才重新規畫其廣場及入口階梯景觀，並將大門前的圍牆加入了火車站的意象，作一個小型的驛站，以紀念此地曾為車站的歷史。現在此地已成為老湖口天主堂文化館，展示湖口老街文物與新竹地區主教的傳教史。

## 沿革
老湖口天主堂的設置可追溯到民國四十一年（1952年），費濟時主教與耶穌會士來到新竹一帶傳教，而其中義大利籍的神父選於湖口落腳。1954年8月，陶神父（Fr. Donatelll）來到湖口老街傳教，當時的舊湖口車站已經改建成出租民房，被陶神父租下，展開他在湖口的傳教事業。後來1959年時因原有教堂不敷使用，便由滿思謙神父籌建今天的天主堂。教堂是由一位義大利的司修士所設計，於1966年10月9日完工，除建有教堂本體與神父宿舍外，神父宿舍西邊還附設有幼稚園。民國五十年代（1960年代）時臺灣經濟尚在起步，天主堂為當地居民提供了一定的社會福利服務。
然而後來因教友人數減少，天主堂便在1993年停止活動，並閒置下來。直到後來大窩口促進會獲得文建會補助，才將閒置的天主堂改建成文物館。

## 建築格局
天主堂本體大致坐南朝北，位於高出街平面約三公尺的小丘上，前面的入口有一個廣場。入口廣場外則為後來改建的木製小驛站，而進了入口廣場，則有兩道如雙臂般的階梯自上面的平台環抱著廣場，而平台下與階梯間自然形成了一處壁龕，安置著一尊聖母像。天主堂的建築立面以洗石子牆、垂直分割列狀的彩色拼貼玻璃與十字架為主要元素，在挑高的鋼筋混泥土結構與雙斜面屋頂影響下塑造出高聳莊嚴的意象。聖壇背景是耶穌將地球託付給聖母照顧的浮雕，兩旁並有對聯。而在兩側的牆壁上，則裝飾以苦路十四處為主題的木雕，另外還有燭光燈飾與壁面彩色拼貼玻璃，共同營造出教堂的空間氛圍。

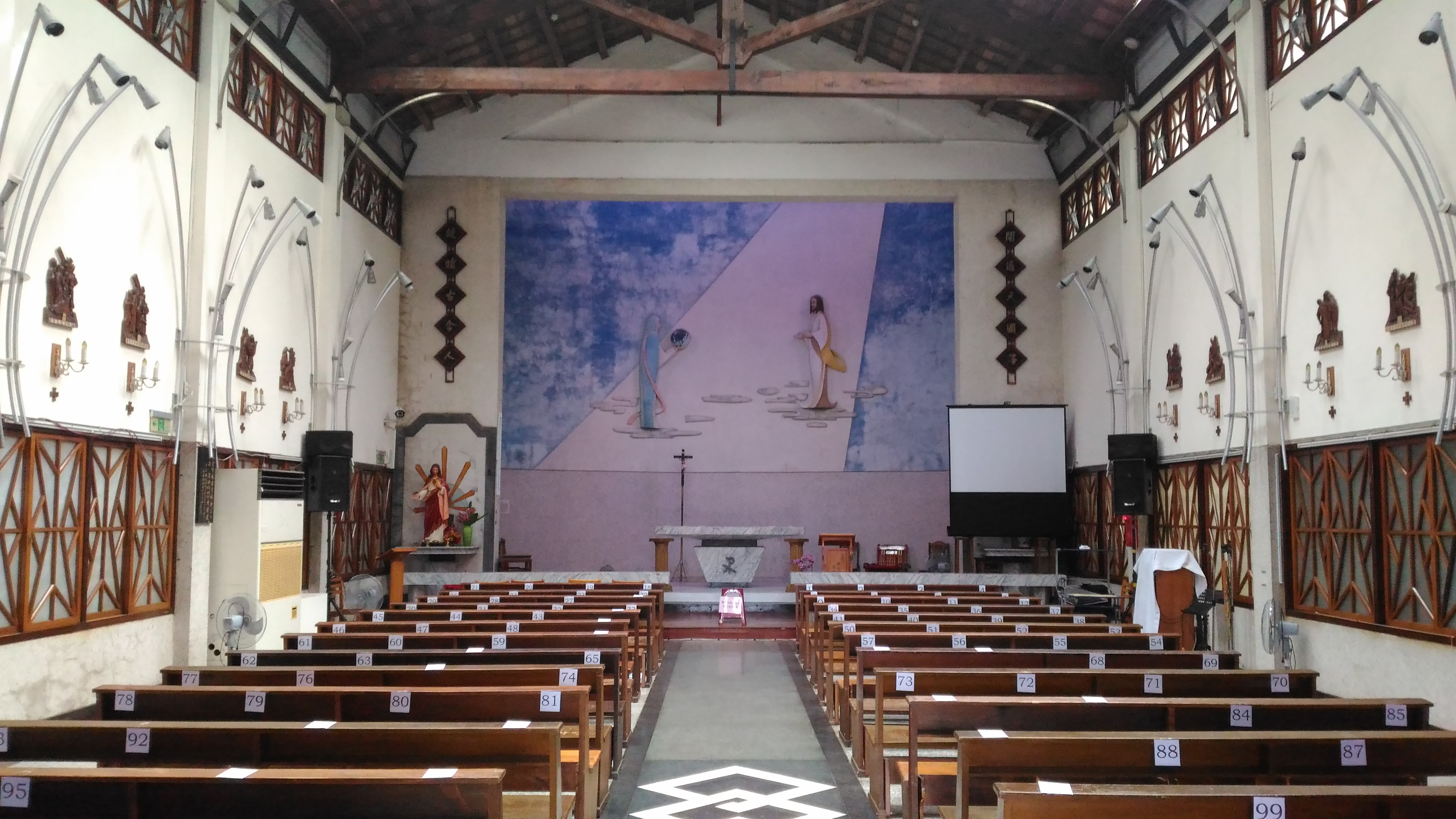
內部現景

而在天主堂的本體西邊建有神父宿舍與幼稚園，為簡潔現代主義建築，分別高二層樓與一層樓，外觀為洗石子，並以立面的垂直分割強調外觀形式。宿舍的一樓有騎樓，與幼稚園相接。
現在的教堂本體空間主要供社區活動、藝文展演使用。神父宿舍一樓則改建為瑪納風味餐廳，提供義式咖啡及簡易餐點；右側的原幼稚園則成為藝廊，主要展出與湖口地區有關之藝術文化；至於宿舍二樓部份則是供大窩口促進會辦公用的行政空間。